# Schwarze Sonne

Eine dem Sonnenrad im ehemaligen Obergruppenführersaal der Wewelsburg nachgebildete Darstellung der „Schwarzen Sonne“

Die Schwarze Sonne ist ein Symbol, das aus zwölf in Ringform gefassten gespiegelten Siegrunen oder drei übereinander gelegten Hakenkreuzen besteht. Vorlage für das Symbol ist ein ähnliches Bodenornament in Gestalt eines Sonnenrades, das in der Zeit des Nationalsozialismus von der SS im Nordturm der Wewelsburg eingelassen wurde. Das Ornament wurde erst 1991 mit dem älteren esoterisch-neonazistischen Konzept der Schwarzen Sonne identifiziert. Die Schwarze Sonne ist seit den 1990er-Jahren ein Ersatz- und Erkennungssymbol in der rechtsesoterischen bis rechtsextremen Szene.

## Das Ornament in der Wewelsburg
Die von 1603 bis 1609 errichtete Wewelsburg wurde ab 1934 auf Befehl des Reichsführers SS Heinrich Himmler unter der Leitung des Architekten Hermann Bartels umgebaut. Sie sollte zu einem ideologischen Zentrum und Versammlungsort der SS werden; ab 1935 wurde das Projekt SS-Schule Haus Wewelsburg genannt. Ursprünglich waren dort ideologische Schulungen für SS-Führer geplant, eine sogenannte „Reichsführerschule SS“; tatsächlich wurde die Burg für sogenannte germanische Zweckforschung genutzt. Schwerpunkte der Aktivitäten waren archäologische Ausgrabungen in der umgebenden Region und Studien über germanische Vor- und Frühgeschichte, mittelalterliche Geschichte sowie Volkskunde und Sippenforschung.

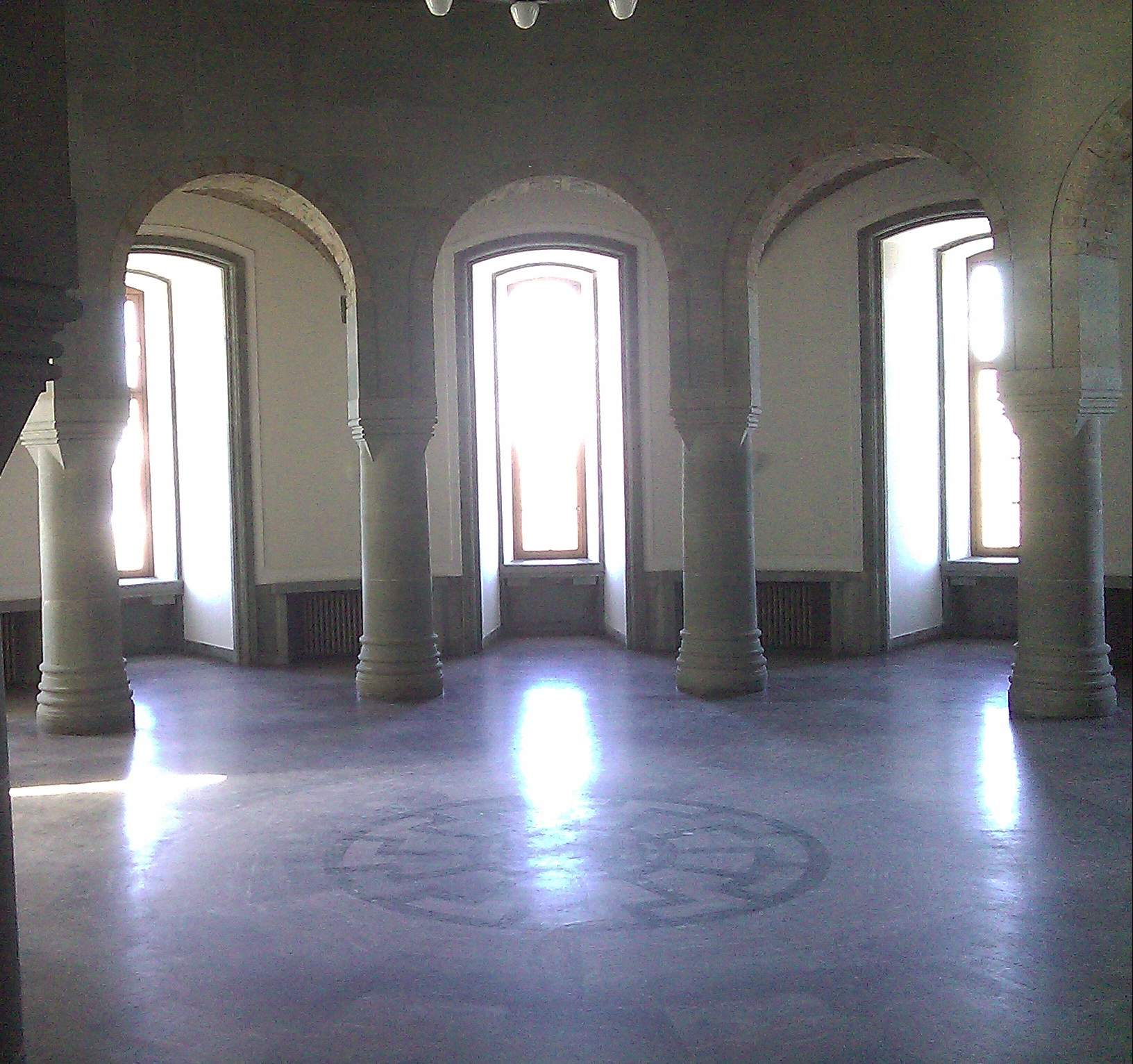
Der ehemalige Obergruppenführersaal der Wewelsburg; in der Mitte des Saales befindet sich das Ornament, eingesetzt von Zwangsarbeitern des benachbarten Konzentrationslagers Niederhagen

Zum Umbau wurde zunächst der Freiwillige Arbeitsdienst (FAD), später der Reichsarbeitsdienst (RAD) eingesetzt. Nach Abzug des Reichsarbeitsdienstes zum Bau des Westwalls wurden zunächst Häftlinge des Konzentrationslagers Sachsenhausen zu den Umbaumaßnahmen herangezogen. Ab 1941 wurde ein selbständiges Lager (KZ Niederhagen/Wewelsburg) geführt.
Einen wichtigen Einfluss auf die Gestaltung der Innenausstattung der Burg mit ihren meist pseudogermanisch anmutenden Zeichen, Ornamenten und Verzierungen soll der Okkultist und „private Magus“ Himmlers Karl Maria Wiligut gehabt haben.
Der Nordturm der Burg wurde von 1938 bis 1943 gesichert und ausgebaut. In dieser Zeit entstanden im Erdgeschoss der sogenannte „Obergruppenführersaal“ (die Obergruppenführer waren vor der Einführung des Dienstgrades „Oberst-Gruppenführer“ ursprünglich die höchsten SS-Generäle) und darunter die sogenannte „Gruft“. Beim Obergruppenführersaal handelt es sich um einen kreisförmigen Raum mit zwölf Säulen und dazwischenliegenden Fenstern. In der Mitte des hellgrauen Marmorbodens befindet sich eine von Wiligut gestaltete dunkelgrüne Marmorinkrustation in der Gestalt eines zwölfspeichigen Sonnenrades. Ursprünglich soll sich im Zentrum des Ornamentes eine goldene Platte befunden haben. Ob das Ornament ursprünglich eine besondere Benennung hatte und ob ihm eine bestimmte Bedeutung beigemessen wurde, ist unbekannt. Das Sonnenrad hatte möglicherweise eine symbolhafte Bedeutung für die „germanische Licht- und Sonnenmystik“, die von der SS propagiert wurde. Eher jedoch ist anzunehmen, dass das Bodenmosaik im „Obergruppenführersaal“ durch alemannische Zierscheiben inspiriert wurde, die zuhauf archäologisch nachgewiesen wurden und mit denen sich Forscher in den 1930er und 1940er Jahren ausgiebig beschäftigt haben.
Dieses Bodenornament im Obergruppenführersaal ist das Vorbild des heute als Schwarze Sonne bekannten Symbols (Abbildung oben rechts), auch wenn dieses in Form und Farbe vom Original abweicht.
Die unterhalb des Obergruppenführersaales liegende „Gruft“ ähnelt in der Gestalt einem mykenischen Kuppelgrab. Der Raum, in dessen Mitte die Vorbereitung für eine ewige Flamme noch erkennbar ist, wurde nicht fertiggestellt. Der Zweck der beiden Räume ist unbekannt. Die oberhalb des Obergruppenführersaales liegenden Stockwerke des Turmes wurden abgerissen. Hier sollte ein mehrstöckiger Kuppelsaal geschaffen werden.
Ab 1941 wurde geplant, die Gesamtanlage der Wewelsburg innerhalb von 20 Jahren zu einer kreisförmigen Anlage mit einem Radius von 600 Metern auszubauen. Der Nordturm, mit einem Außendurchmesser von fast 21 m der stärkste der drei Burgtürme, sollte das Zentrum der geplanten Anlage werden. Die geplanten Ring- und Stichstraßen, Gebäude und Ringmauern waren auf ihn ausgerichtet. So sollte die Wewelsburg nach dem „Endsieg“ zur zentralen SS-Kultstätte ausgebaut und zum „Zentrum der neuen Welt“ und einer „artgemäßen Religion“ gestaltet werden.
Wahrscheinlich fanden in der Wewelsburg drei- bis viermal im Jahr feierliche Akte von SS-Führern statt. Entgegen verbreiteten Vermutungen belegen die überlieferten Dokumente keinen okkulten Hintergrund.
Jährliche Gruppenführertreffen sowie Vereidigungsfeiern waren von Himmler geplant. Gegen Kriegsende wurde von ihm angeordnet, dass die Wewelsburg das „Reichshaus der SS-Gruppenführer“ werden solle.

## Darstellung und Interpretationen

Schwarze Sonne aus drei erweiterten Swastiken

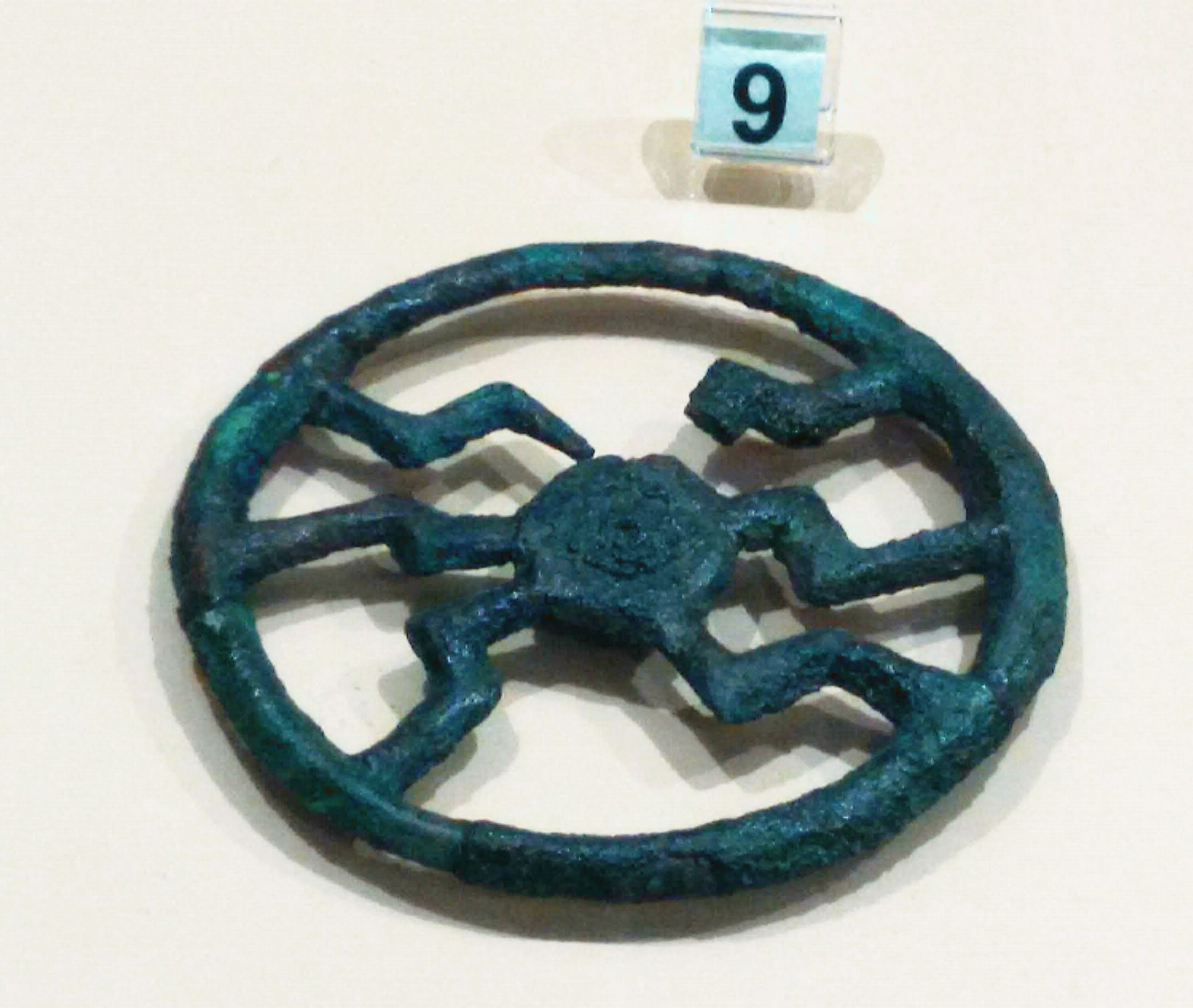
Zierscheibe aus der Villanova-Nekropole von Verucchio
(8.–7. Jh. v. Chr., Archäologisches Stadtmuseum von Verucchio)

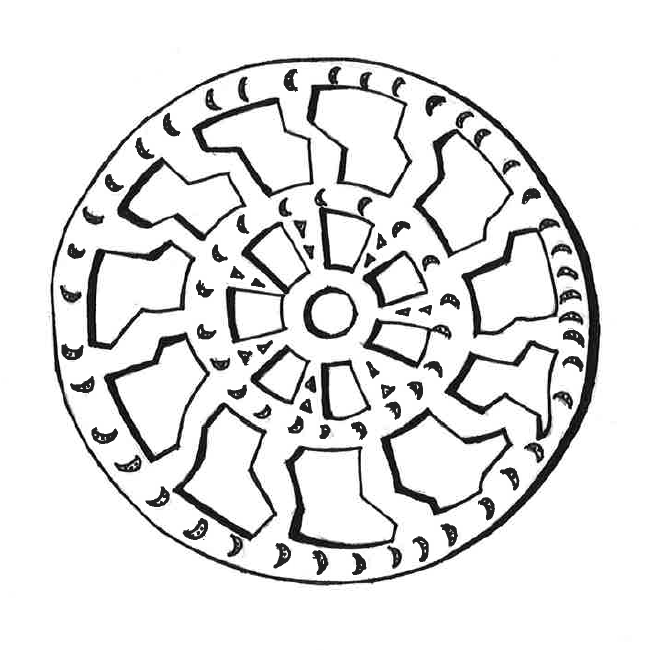
Skizze einer alamannischen Zierscheibe aus der Merowingerzeit

Das Symbol besteht aus zwei konzentrischen Kreisen mit zwölf Speichen, die jeweils rechtwinklig geknickt sind. Die Speichen weisen auf die zwölf Säulen im Saal und sehen aus wie drei erweiterte Hakenkreuze bzw. zwölf umgedrehte Siegrunen. Charakteristisch für die Neugestaltung des Nordturms der Wewelsburg, in dem sich der Saal mit dem Bodenornament befindet, ist die Zahl Zwölf, deren mögliche Symbolhaftigkeit im Einzelnen nicht geklärt ist. Im Obergruppenführersaal weisen die zwölf Speichen des Ornaments auf je eine der zwölf vorgelagerten Säulen, die mit Arkaden verbunden sind. Die Fenster und Türen des Raumes sind wiederum in zwölf Nischen der Außenwand angeordnet.
Auch in der Gruft, deren zentraler architektonischer Schmuck ein stilisiertes Hakenkreuz im Scheitel der Kuppel ist, sind zwölf runde Steinsockel in gleichen Abständen an der Wand aufgestellt. Spekulationen zufolge sollten hier die Urnen verstorbener SS-Führer aufgestellt werden.
Als Erklärungsversuche für den Symbolgehalt der Zahl Zwölf werden Parallelen gezogen zu dem aus zwölf Ordensrittern bestehenden leitenden Konvent des Deutschen Ordens auf der Marienburg, zu den zwölf göttlichen Asen der Edda, die als Richter über das Menschenschicksal wirken, zu den zwölf Tafelrittern des König Artus und zur Anzahl der SS-Hauptämter. Der SS-Führer Walther Blachetta nannte 1941, unabhängig vom Wewelsburg-Ornament, ein einfaches zwölfspeichiges Rad ein „Himmelsrad“ und ein „Zeichen der Vollendung und des Zieles“; die Sonne an sich war für ihn der „stärkste und sichtbarste Ausdruck Gottes“.
Nach Friedrich Paul Heller und Anton Maegerle ist das Symbol ein originäres Element des Nationalsozialismus, obwohl es selbst zu dieser Zeit keine bekannte Bedeutung hatte. Als historische Vorlagen dienten ähnlich gestaltete, allerdings ohne Symbolhaftigkeit ausgestattete alamannische Zierscheiben, die als Darstellungen der sichtbaren Sonne oder ihres Laufes durch die Jahreszeiten gedeutet werden können. Auch bekannt aus dem 6. bis 8. Jahrhundert ist eine mit zwölf Speichen, die jeweils einer Siegrune ähneln, umschlossene Swastika. Laut Chris Mathews wurde das Ornament als einzigartiges Design speziell für Himmler in Auftrag gegeben; wer den Entwurf gestaltete, ist unbekannt. Wie das Symbol in der Zeit des Nationalsozialismus genannt oder welche Bedeutung ihm beigemessen wurde, geht aus den Quellen nicht hervor, mit Inhalten aufgeladen wurde es erst seit den 1990er Jahren. Nach Dana Schlegelmilch und Jan Raabe kann man deshalb von einem „nationalsozialistischen Symbol“ allenfalls im Sinne einer Zeitangabe seines Ursprungs sprechen.

## Namensgebung und Nutzung nach 1945

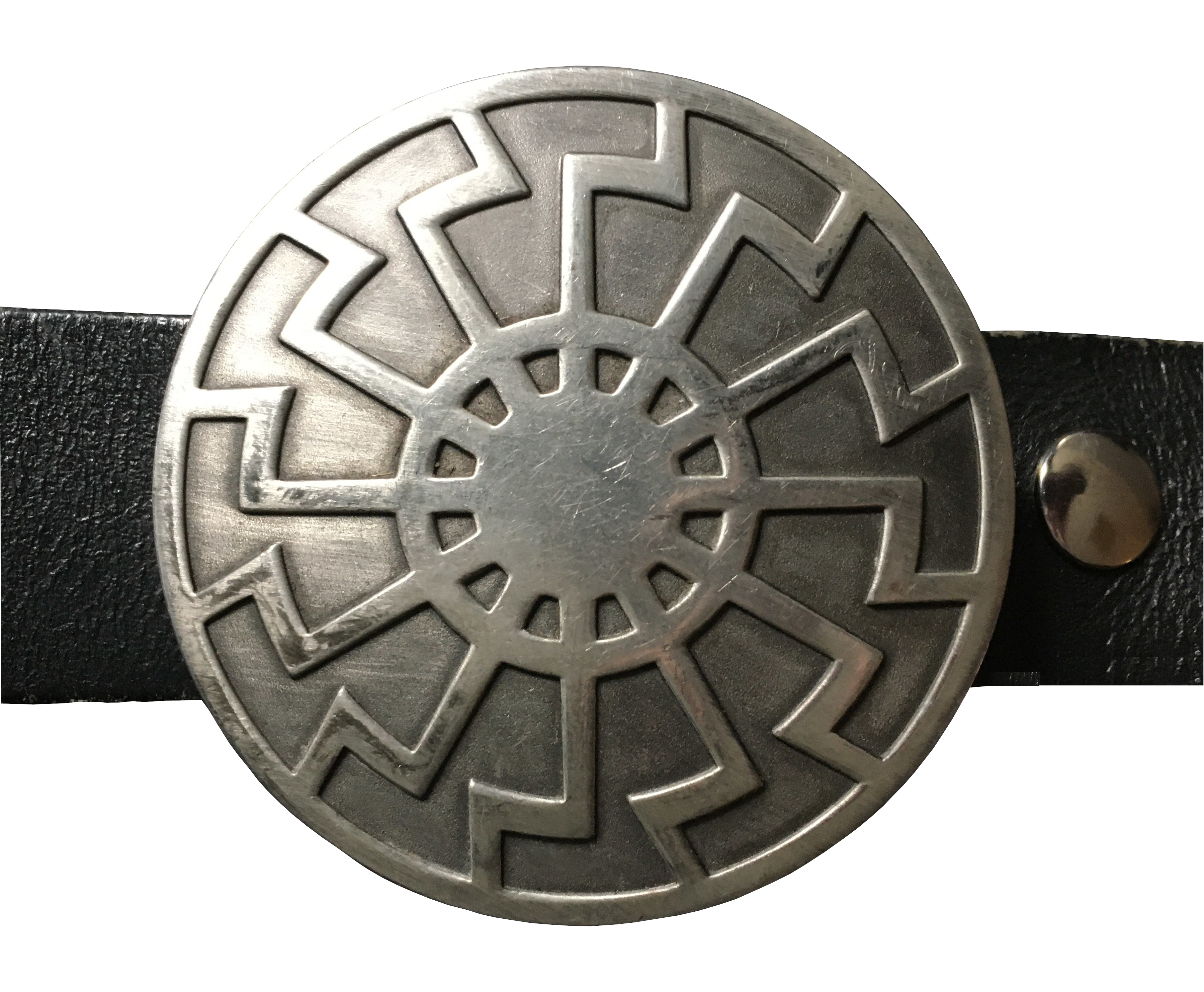
Gürtel mit Gürtelschnalle in Form der schwarzen Sonne aus den 2010er Jahren. Wegen der Legalität des Tragens in der Öffentlichkeit wird das Symbol auch von deutschen Neonazi-Gruppen als Erkennungsmerkmal bzw. -zeichen verwendet.

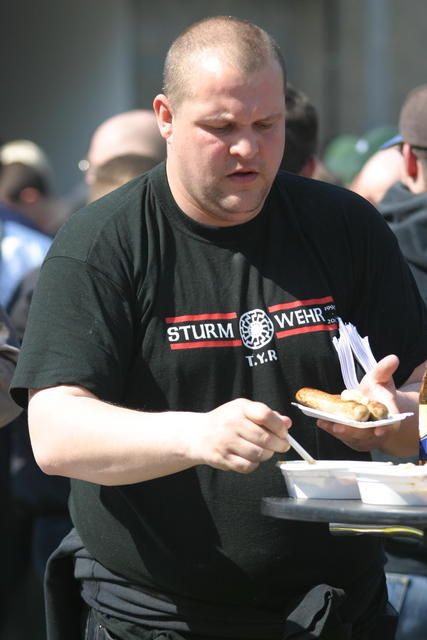
Der NPD-Funktionär Sascha Wagner mit einem T-Shirt mit dem Symbol sowie dem Wort T.Y.R. (Tyr), das einen weiteren esoterisch-völkischen Bezug herstellt

Erst in den 1950er Jahren wurde in einem esoterisch ausgerichteten neonazistischen Kreis um den ehemaligen SS-Oberscharführer Wilhelm Landig der Begriff der Schwarzen Sonne als ein Ersatz für die Swastika und Symbol für eine mystische Energiequelle, die die arische Rasse erneuern sollte, geprägt. Seit den 1970er Jahren wurde diese Idee im Rahmen einer rechtsesoterischen Verklärung des Nationalsozialismus verbreitet und insbesondere ab den 1990er Jahren von einer neuen Generation rechtsextremer Esoterik-Autoren weiterentwickelt. Erst 1991 wurde dieses Konzept der Schwarzen Sonne in dem unter dem Pseudonym Russell McCloud von dem deutschen Autor Stephan Mögle-Stadel geschriebenen Roman Die Schwarze Sonne von Tashi Lhunpo, der im rechtsextremen Arun-Verlag erschien und in Teilen der rechtsextremen Szene als „Bibel“ bezeichnet wird, mit dem Symbol in der Wewelsburg in Verbindung gebracht.
Die Schwarze Sonne wird von Teilen der Neonaziszene als Erkennungssymbol verwendet, nach Mathews ist sie heutzutage hauptsächlich mit Nazi-Okkultismus und neonazistischen Strömungen des Satanismus assoziiert. Auch in rechten Teilen der neuheidnischen Szene findet das Symbol Verwendung. In rechtsgerichteten Teilen von Subkulturen wie der Neofolk- oder Black-Metal-Szene wird die Schwarze Sonne ebenfalls häufig verwendet.

Ehemaliges Abzeichen des ukrainischen Asow-Regiments, einer paramilitärischen Gruppierung mit teils offen rechtsextremen Positionen

Die Schwarze Sonne fand auch im Abzeichen des Regiments Asow Verwendung, einer im April/Mai 2014 gegründeten, wegen der teilweise offen rechtsextremen politischen Positionen vieler ihrer Anführer und Angehörigen sowie der Verwendung entsprechender Symbole stark umstrittenen ukrainischen Miliz. Dabei war die Schwarze Sonne weiß dargestellt. Sie wurde von einer schwarzen Wolfsangel überlagert, die in ihrer Gestaltung einem früheren Emblem der Allukrainischen Vereinigung Swoboda gleicht. Seit dem 11. August 2015 besitzt das Regiment ein neues Logo, bei dem auf die Schwarze Sonne verzichtet wird.
Das Symbol wurde auch zum Namensgeber der Mystery-Hörspielserie Die Schwarze Sonne von Günter Merlau. Die Serie verbindet historische Elemente mit einer fiktionalen Erzählung über das Detektivduo Adam Salton und Nathaniel De Salis. In einem komplexen Handlungsgefüge, das sich über mehrere Erzählstränge erstreckt, die auf unterschiedlichen Zeitebenen vom 17. Jahrhundert bis in die Zeit des deutschen Nationalsozialismus angesiedelt sind, verbindet die Serie esoterische und mythische Aspekte der Symbolbedeutung mit der Theorie der hohlen Erde.
Im Thriller Der Genesis-Plan (SIGMA-Force) von James Rollins spielen die Schwarze Sonne und die Wewelsburg eine zentrale Rolle.
Im Film Iron Sky ist Schwarze Sonne der Name für die Basis der Nazis, die diese auf der Mondrückseite errichtet haben.
Die kolumbianische Sängerin Shakira verkaufte bei ihrer „El Dorado“-Tournee 2018 einen Anhänger mit dem NS-Zeichen als vermeintlichem altem Inka-Symbol, nach eigenen Angaben ohne sich dessen bewusst zu sein. Nach Kritik nahm sie den Anhänger aus dem Sortiment des Fanshops.
Der ehemalige Kreisrat des Burgenlandkreises Robert Möritz trägt eine Tätowierung mit einer Schwarzen Sonne; dies wurde Auslöser für eine Krise der Kenia-Koalition in Sachsen-Anhalt und einer bundespolitischen Debatte darüber, inwiefern eine Distanzierung von rechtsextremer Vergangenheit bei gleichzeitigem Tragen eines entsprechenden Symbols glaubhaft sei. In der Folge der anhaltenden Diskussion unterrichtete er am 20. Dezember 2019 seinen Kreisvorstand über die von ihm beabsichtigte „sofortige Niederlegung sämtlicher parteiinterner Funktionen und den sofortigen Austritt aus der CDU“.

## Dokumentation
- Rüdiger Sünner: DVD Schwarze Sonne – Kultorte und Esoterik des III. Reichs. Absolut Medien GmbH (Informationen über den Film, Absolut Medien).